# Palmar de Bravo
Palmar de Bravo är en ort i Mexiko.   Den ligger i kommunen Palmar de Bravo och delstaten Puebla, i den sydöstra delen av landet, 180 km öster om huvudstaden Mexico City. Palmar de Bravo ligger 2 199 meter över havet och antalet invånare är 4 504.
Terrängen runt Palmar de Bravo är varierad. Runt Palmar de Bravo är det ganska tätbefolkat, med 144 invånare per kvadratkilometer. Närmaste större samhälle är Palmarito Tochapán, 11,9 km nordväst om Palmar de Bravo. Trakten runt Palmar de Bravo består i huvudsak av gräsmarker.